# Hyphilaria anthias
Hyphilaria anthias is een vlindersoort uit de familie van de prachtvlinders (Riodinidae), onderfamilie Riodininae.
Hyphilaria anthias werd in 1874 beschreven door Hewitson.